# Marcha de Oriamendi

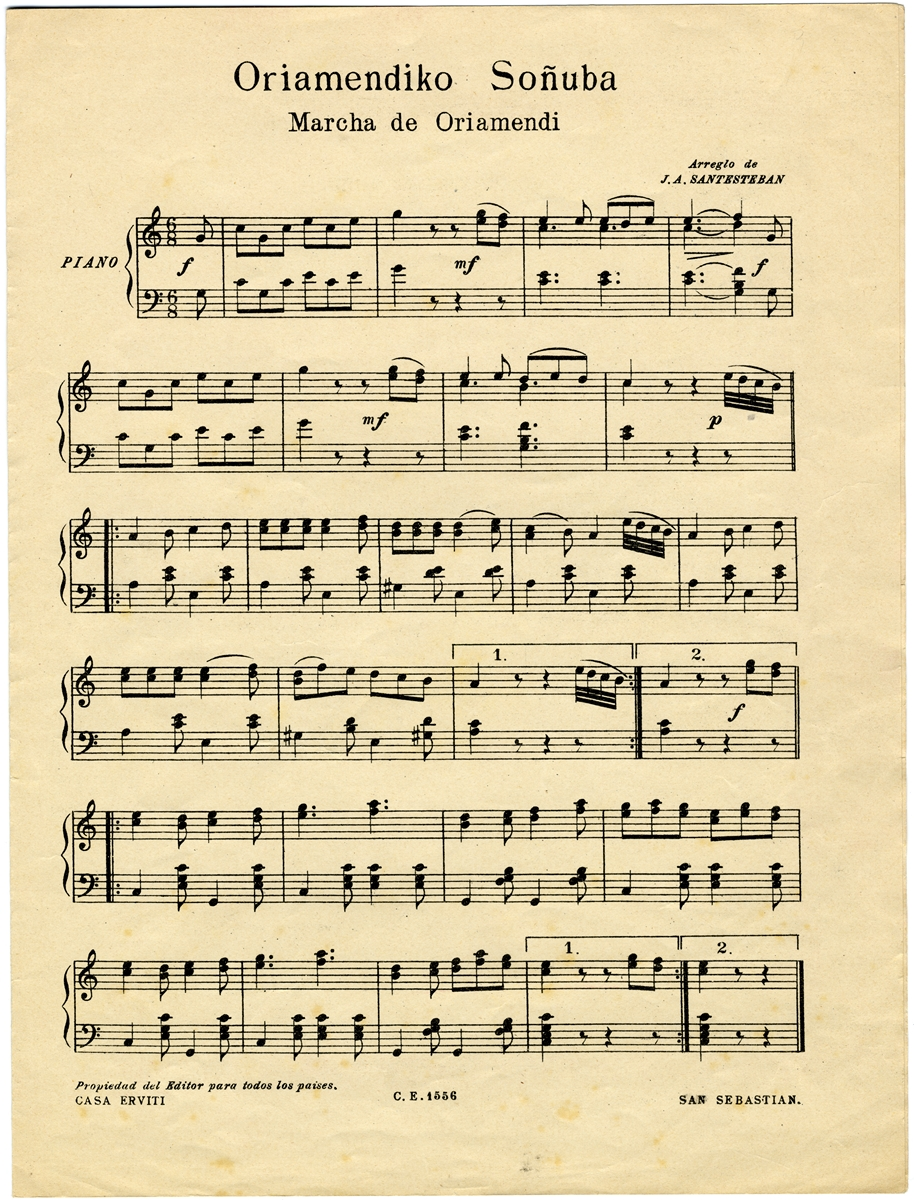
Partitura do hino

A Marcha de Oriamendi ou simplesmente Oriamendi é um hino Carlista. A sua versão em espanhol tornou-se o hino oficial da Comunhão Tradicionalista na década de 1930 e de seu braço armado, o Requetés.
O seu nome vem de uma batalha que ocorreu na montanha de mesmo nome, localizada perto de San Sebastián, em 1837, durante a Primeira Guerra Carlista, na qual o exército carlista derrotou o exército liberal.
Segundo a lenda, após a derrota das tropas liberais, os Carlistas entraram no seu acampamento, levando como despojos de guerra armas, uniformes e também a partitura de uma marcha militar composta por um músico inglês e com arranjos de um liberal de San Sebastián, sem letra, para comemorar a vitória dos liberais, à qual os carlistas adicionaram letra. A primeira letra adotada, em basco, é a seguinte:

## Letra original
| Oriamendiko Soñuba Gora Jainko maite maitea zagun denon jabe. Gora España ta Euskalerria ta bidezko errege. Maite degu Euskalerria, maite bere Fuero zarrak, asmo ontara jarriz daude beti Karlista indarrak. Gora Jaungoiko illezkor!!! Gora euskalduna, audo ondo Españia-ko errege bera duna!!! | Tradução Viva o nosso Deus amado seja ele nosso Senhor. Viva a Espanha, o País Basco e o rei legítimo. Amamos o País Basco, amamos suas leis antigas, as forças carlistas estão sempre orientadas para essa ideia. Viva o Deus Imortal! Viva o povo basco, que têm o bem! o próprio rei da Espanha!! |  |

Mais tarde, com os arranjos musicais de Silvano Cervantes e a letra composta por Ignacio Baleztena Azcárate, segundo alguns autores, após o grande comício Carlista celebrado em Zumarraga em 1908, chegou-se à versão mais famosa desta marcha:

## Letra
| Marcha de Oriamendi Por Dios, por la Patria y el Rey Carlistas con banderas. Por Dios, por la Patria y el Rey Carlistas aurrerá. Lucharemos todos juntos Todos juntos en unión Defendiendo la bandera De la Santa Tradición.(bis) Cueste lo que cueste Se ha de conseguir Venga el Rey de España A la corte de Madrid.(bis) Por Dios, por la Patria y el Rey Lucharon nuestros padres. Por Dios, por la Patria y el Rey Lucharemos nosotros también. | March of Oriamendi Por Deus, pela Pátria e pelo Rei os carlistas com bandeiras. Por Deus, pela Pátria e pelo Rei, os carlistas se levantarão. Lutaremos, todos juntos, Todos juntos em unidade Defendendo a bandeira Da Sagrada Tradição.(repete) Custe o que custar, á de se conseguir Venha, Rei da Espanha à corte de Madrid.(repete) Por Deus, pela Pátria e pelo Rei nossos pais lutaram. Por Deus, pela Pátria e pelo Rei Nós também lutaremos. |  |

Às vezes, eram acrescentadas mais três estrofes:
Alerta, leal Requeté

hoy el deber te llama.

por Dios, por la Patria y el Rey,

a luchar, a morir o a vencer.
Con la mirada en la Patria

y en Dios puesto el corazón

luchará siempre el soldado

de la Santa Tradición.
Cueste lo que cueste

se ha de conseguir

que las Boinas Rojas

entren en Madrid. 
Também é possível ouvir uma variante desta marcha nos dois últimos versos da terceira estrofe, onde se substitui:
Venga el rey de España

A la corte de Madrid.
Por:
Que los boinas rojas

Entren de lleno en Madrid.
Assim, os elementos característicos do carlismo foram combinados no hino.
Durante a Guerra Civil Espanhola foi um dos hinos de combate dos Requetés e, por decreto de 27 de Fevereiro de 1937  aprovado pelo General Franco, a canção nacional da Espanha Nacional, junto com o Cara al sol da Falange e a Marcha Real, com letra de José María Pemán. No entanto, a versão oficial mudou a menção ao retorno do Rei da Espanha (venga el rey de España a la corte de Madrid), para (que los boinas rojas entren en Madrid), mais de acordo com a falta de vontade de Franco em restaurar a monarquia naquele momento.